# Mallada satilota
Mallada satilota är en insektsart som först beskrevs av Banks 1910.  Mallada satilota ingår i släktet Mallada och familjen guldögonsländor. Inga underarter finns listade i Catalogue of Life.